# Arcidiocesi di Catanzaro-Squillace

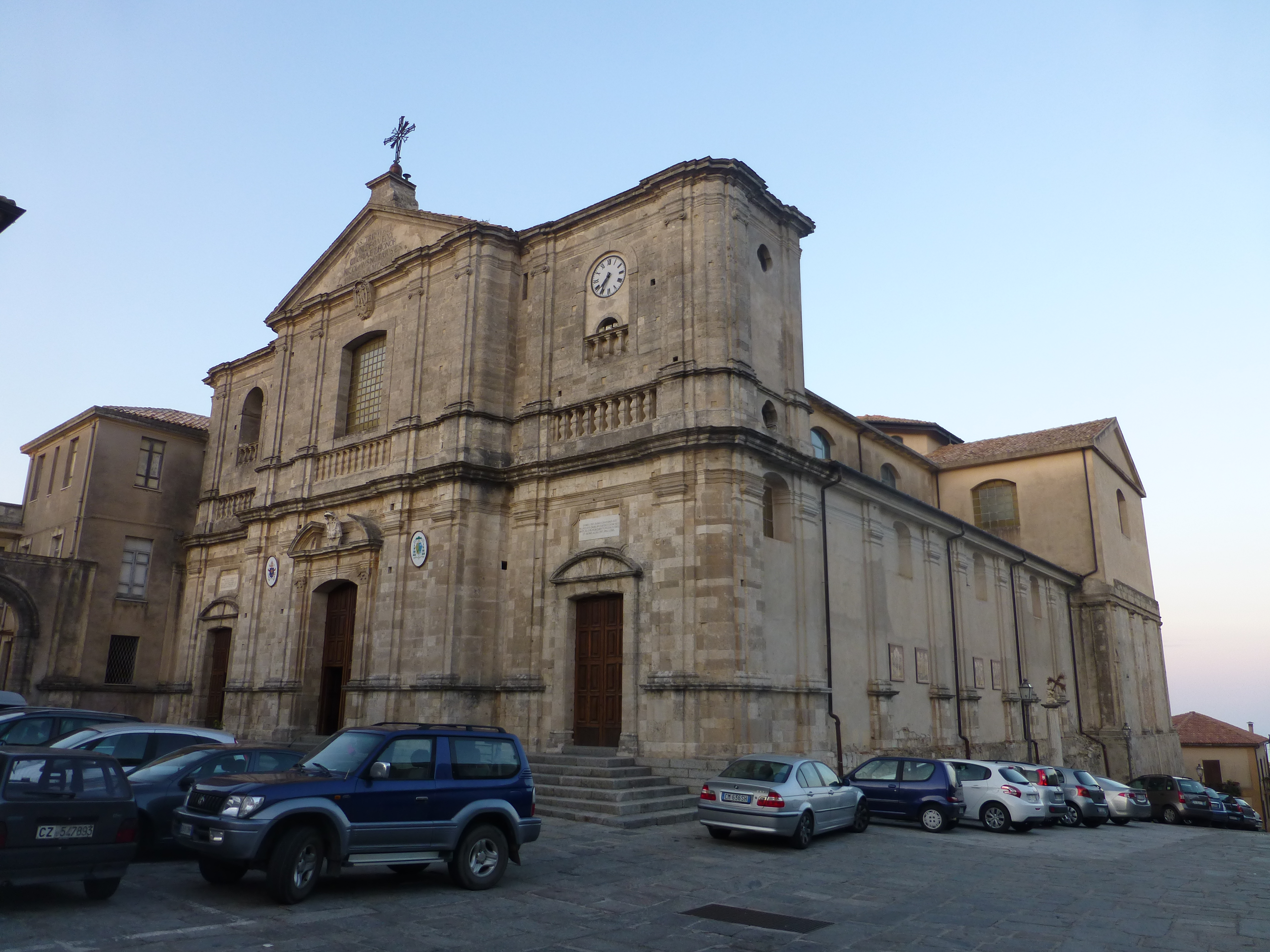
La concattedrale di Santa Maria Assunta a Squillace.

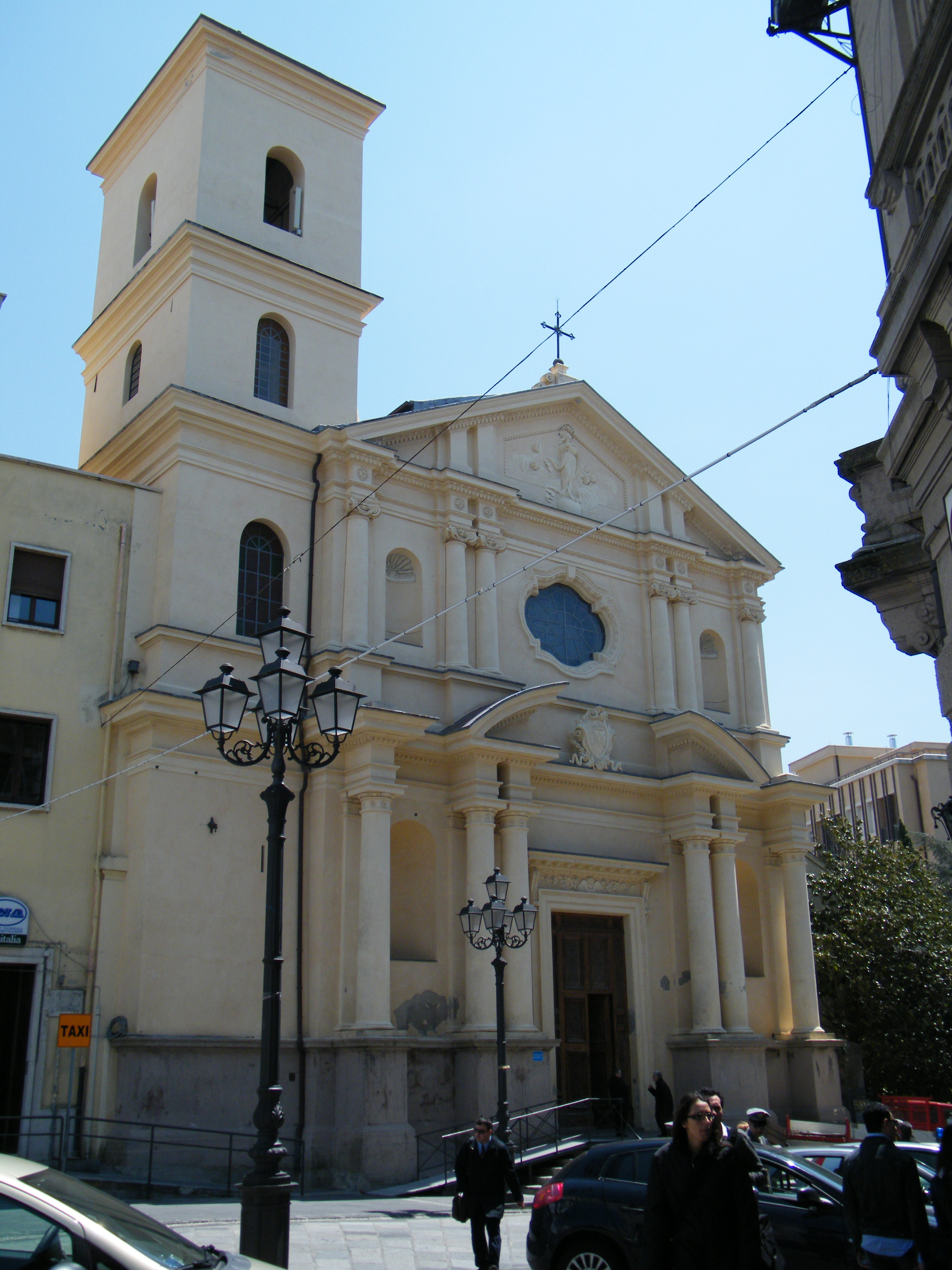
La basilica di Maria Santissima Immacolata di Catanzaro.

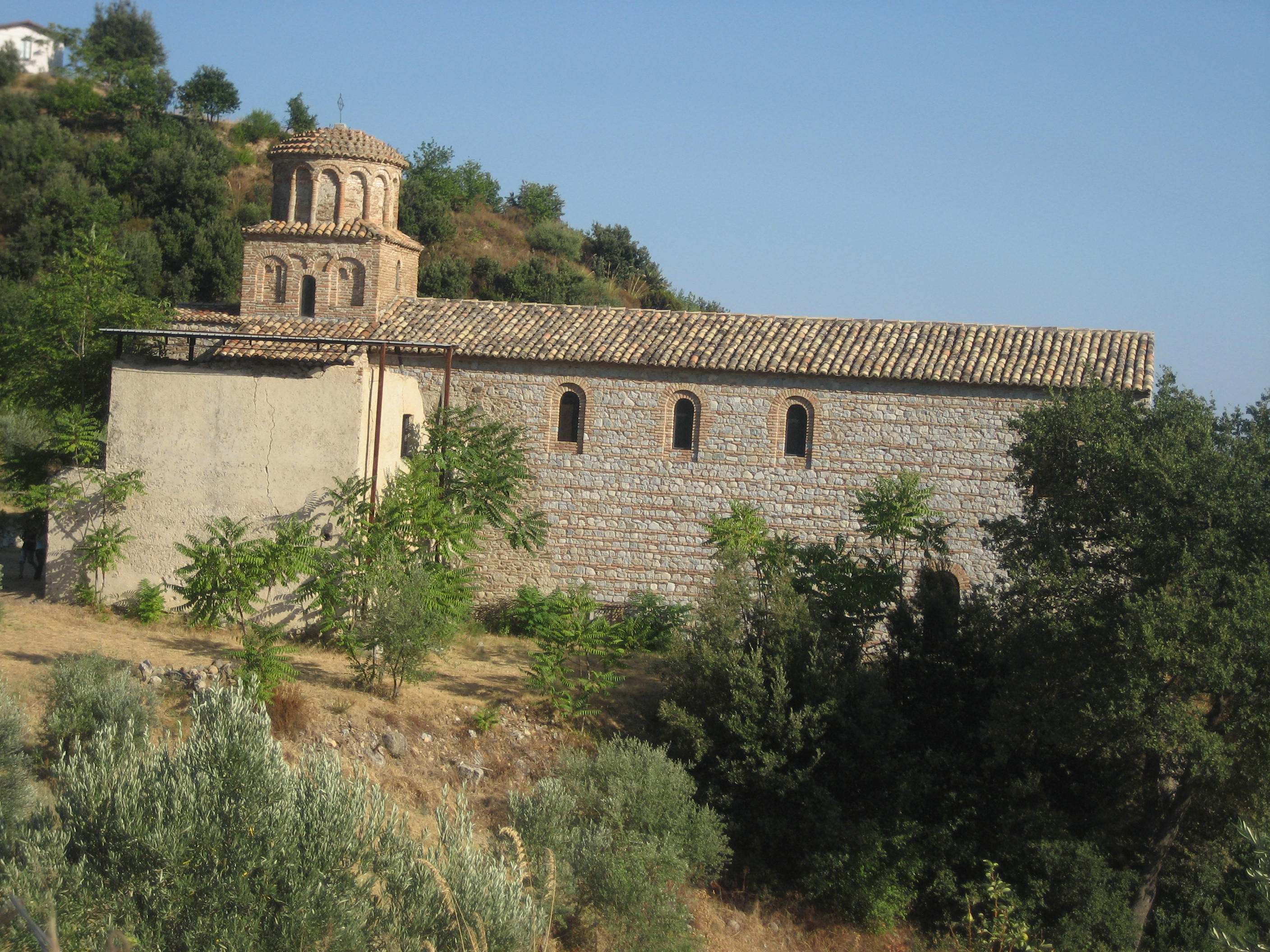
Il monastero di San Giovanni Theristis, presso Bivongi, sorto in epoca bizantina, oggi appartenente all'Eparchia ortodossa rumena d'Italia.

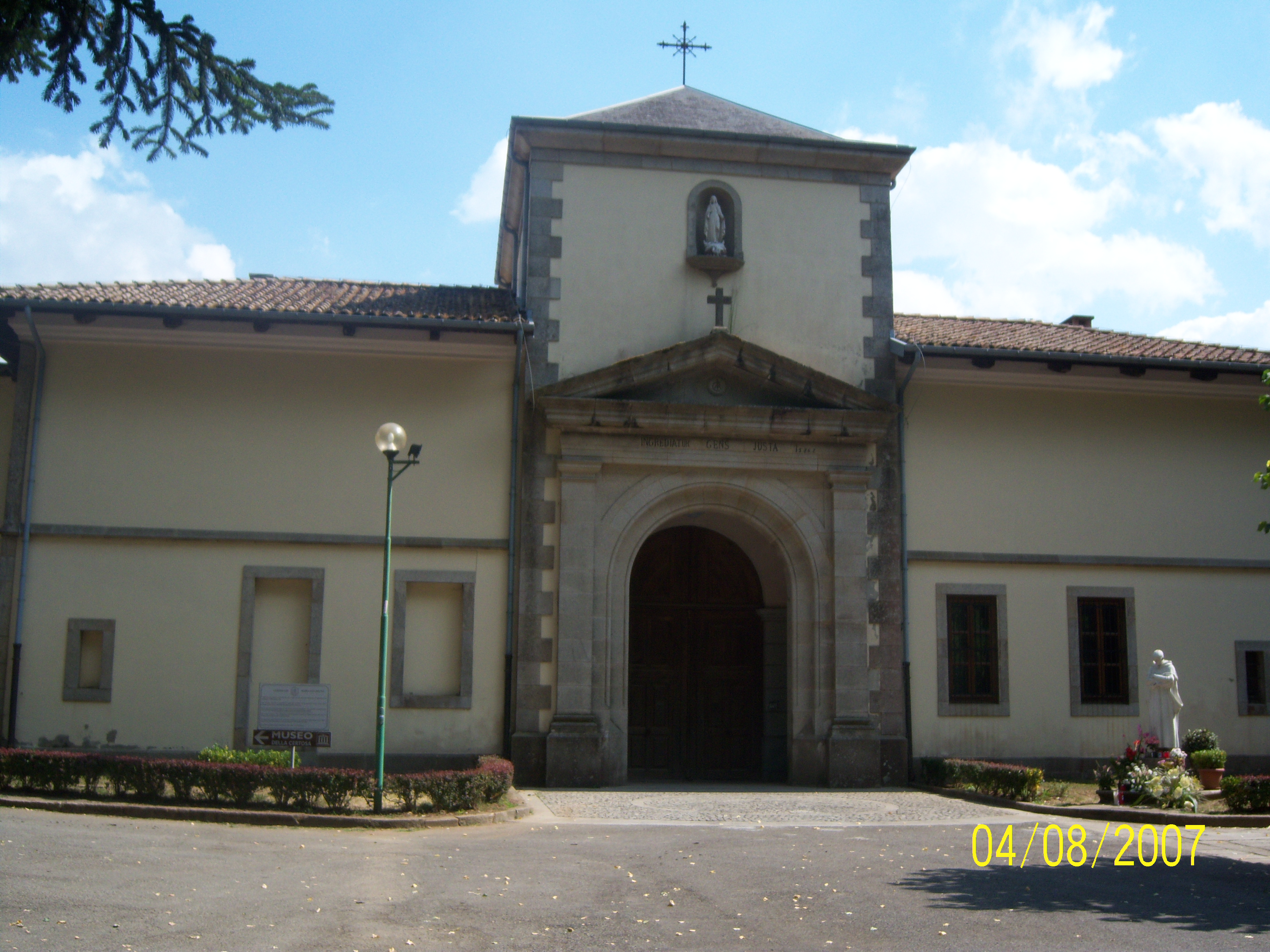
La certosa di Serra San Bruno.

L'arcidiocesi di Catanzaro-Squillace (in latino Archidioecesis Catacensis-Squillacensis) è una sede metropolitana della Chiesa cattolica in Italia appartenente alla regione ecclesiastica Calabria. Nel 2023 contava 241.560 battezzati su 242.550 abitanti. È retta dall'arcivescovo Claudio Maniago.

## Territorio
L'arcidiocesi comprende 57 comuni calabresi:
- in provincia di Catanzaro i comuni di Albi, Amaroni, Argusto, Badolato, Borgia, Caraffa di Catanzaro, Cardinale, Carlopoli, Catanzaro, Cenadi, Centrache, Chiaravalle Centrale, Cicala, Cropani, Davoli, Fossato Serralta, Gagliato, Gasperina, Gimigliano, Girifalco, Guardavalle, Isca sullo Ionio, Magisano, Montauro, Montepaone, Olivadi, Palermiti, Pentone, Petrizzi, San Floro, San Sostene, San Vito sullo Ionio, Santa Caterina dello Ionio, Sant'Andrea Apostolo dello Ionio, Satriano, Sellia, Sellia Marina, Sersale, Settingiano, Simeri Crichi, Sorbo San Basile, Soverato, Soveria Simeri, Squillace, Stalettì, Taverna, Torre di Ruggiero, Vallefiorita e Zagarise;
- in provincia di Vibo Valentia i comuni di Brognaturo, Fabrizia, Mongiana, Nardodipace, Serra San Bruno, Simbario e Spadola;
- e il comune di Panettieri in provincia di Cosenza.

Sede arcivescovile è la città di Catanzaro, dove si trova la cattedrale di Santa Maria Assunta e dei Santi Pietro e Paolo. A Squillace sorge la basilica concattedrale di Santa Maria Assunta. A Catanzaro si trova anche la basilica minore di Maria Santissima Immacolata.
Il territorio si estende su 1.806 km² ed è suddiviso in 122 parrocchie, raggruppate in 10 vicarie: Catanzaro centro, Catanzaro nord, Catanzaro ovest, Catanzaro sud, Squillace, Chiaravalle centrale, Gimigliano-Taverna, Serra San Bruno, Sersale e Soverato.

## Storia
L'odierna arcidiocesi è frutto dell'unione di due sedi episcopali preesistenti, Squillace e Catanzaro, stabilita nel 1986.

### Diocesi di Squillace
La diocesi di Squillace è tra le più antiche dell'Italia meridionale. La tradizione ne fa risalire la nascita all'era apostolica: primo vescovo sarebbe stato Giovanni, ordinato dal primo vescovo di Reggio Stefano di Nicea, oppure Fantino, discepolo di papa Lino, il successore di San Pietro. Storicamente, il primo vescovo di cui è noto il nome è Gaudenzio, che sottoscrisse gli atti del sinodo romano convocato da papa Ilario nel 465.
Sul finire del V secolo, la diocesi fu implicata in due clamorosi delitti. Dalle lettere di papa Gelasio I infatti risulta che tra il 494 ed il 496 due vescovi furono uccisi; nei fatti furono coinvolti alcuni ecclesiastici, un prete di nome Celestino ed un arcidiacono di nome Asello, che colse l'occasione per farsi eleggere vescovo; i vescovi delle diocesi vicine furono incaricati dal pontefice di comminare le dovute sanzioni ecclesiastiche e di destituire l'usurpatore.
Nel VI secolo, a Squillace nacquero le prime istituzioni monastiche occidentali grazie a Cassiodoro il quale, tra il 540 e il 550, fece costruire un eremo e un cenobio, il "Castellense" e il "Vivariense". In questo stesso periodo il vescovo Zaccheo sostenne coraggiosamente papa Vigilio a Costantinopoli contro la violenza di Giustiniano dimostrando fra l'altro la comunione della chiesa di Squillace con quella di Roma.
La diocesi di Squillace, come peraltro tutte quelle dell'Italia meridionale e della Sicilia, continuò a dipendere spiritualmente da Roma anche dopo l'inserimento di queste regioni nell'impero bizantino con la Prammatica Sanzione del 554. Nel 732 circa, tuttavia, Leone III Isaurico le staccò da Roma e le sottomise patriarcato di Costantinopoli. Nella Notitia Episcopatuum di Leone VI il Saggio, databile all'inizio del X secolo, la diocesi di Squillace è compresa fra quelle di rito greco suffraganee dell'arcidiocesi di Reggio.
Dei tre secoli in cui Squillace fu una diocesi greca non abbiamo quasi nessun documento e ignoriamo i nomi dei vescovi, ad eccezione di Demetrio, che sottoscrisse, assieme ad altri quattro vescovi calabresi, gli atti del concilio di Costantinopoli contro Fozio nell'869-870. Nello stesso periodo tuttavia la diocesi di Squillace si arricchì con la presenza di monaci basiliani i quali crearono una straordinaria fioritura di monasteri, fra cui quello di San Giovanni Theristis a Bivongi. Sempre allo stesso periodo la tradizione data l'arrivo delle reliquie di sant'Agazio, patrono della diocesi, e di san Gregorio Taumaturgo, patrono di Stalettì.
Squillace fu retta da un ultimo vescovo di rito greco, Teodoro Mesymerio, ancora un trentennio dopo la conquista normanna della Calabria, in seguito alla quale fu ripristinato il rito latino e la sottomissione alla giurisdizione di Roma. La latinizzazione avvenne comunque con lentezza. Primo vescovo di rito latino fu Giovanni de Niceforo, decano della diocesi di Mileto (1096). Nell'atto di costituzione del 1096 la diocesi di Squillace, i cui confini vennero fissati da Ruggero dai fiumi Alarum et Crocleam, era formata dalle seguenti località: Squillace, Taverna, Stilo, Antistilo, Santa Caterina dello Ionio, Badolato, Satriano, Castel di Cuccolo, Castel di Mainardo, Meta di Lomata, Rocca di Catenziaro, Tiriolo, Catenziaro, Salìa, Barbaro, Simmiri e vari casali.
Inizialmente la diocesi di Squillace fu posta sotto l'immediata soggezione della Santa Sede, come documentano le bolle di papa Urbano II (1096) e papa Pasquale II (1110). Ma già nel 1165 papa Alessandro III sottopose Squillace alla provincia ecclesiastica dell'arcidiocesi di Reggio.
La serie dei vescovi di Squillace è stata ininterrotta, tranne un breve periodo di vacanza per l'ostilità di Federico II di Svevia il quale nel 1236 usurpò la diocesi; dopo la morte dell'imperatore (1250), papa Innocenzo IV non confermò il canonico di Reggio, Benvenuto, e il 6 ottobre 1254 trasferì a Squillace il vescovo di Martirano, il cistercense Tommaso.
In epoca angioina e aragonese, i vescovi cercarono inutilmente di riavere la giurisdizione spirituale sugli abitati di Montauro, Gasperina, Arunco e Bivongi, che, fin dalla sua fondazione ad opera di san Bruno di Colonia all'epoca di Teodoro Mesymerio, appartenevano alla certosa di Serra.
L'epoca tridentina è segnata dall'opera del vescovo e cardinale Guglielmo Sirleto, consulente scientifico dei legati papali al concilio di Trento; giunto a Squillace nel 1568, fece per primo la visita pastorale della diocesi e diede un impulso decisivo all'opera del seminario vescovile, già eretto ne 1565. L'opera di riforma della diocesi fu continuata dai suoi nipoti, i vescovi Marcello, Tommaso e Fabrizio Sirleto.
Verso la fine del XVI secolo il territorio della diocesi di Squillace fu teatro di numerosi episodi di contestazione religiosa e/o politica, il più noto dei quali fu la cosiddetta "congiura" di Tommaso Campanella nel 1599. Una testimonianza indiretta è la nomina a vescovo di Squillace, avvenuta il 13 agosto 1601, del vicario generale dei domenicani Paolo Isaresi della Mirandola, dopo una serie di vescovi appartenenti alla famiglia Sirleto.
La secolare diatriba con i certosini di Serra San Bruno fu risolta dagli eventi politici nella prima metà dell'Ottocento. Infatti, in epoca napoleonica, la certosa fu soppressa da Gioacchino Murat nel 1807. Già l'anno successivo Montauro e Gasperina furono annessi alla diocesi di Squillace; stessa sorte toccò agli abitati di Serra, Spadola, Bivongi, Nardodipace, Mongiana, Focà nel 1852.
Il vescovo Raffaele Antonio Morisciano, che partecipò al Concilio Vaticano I, convocò nel giugno 1889 l'ultimo sinodo diocesano della diocesi di Squillace.

### Diocesi di Catanzaro
La diocesi di Catanzaro fu eretta da papa Callisto II nel 1121, ricavandone il territorio dalla diocesi di Squillace. Secondo la Chronica Trium Tabernarum, la primitiva sede della diocesi sarebbe stata la località Tres Tabernae da dove i vescovi, dopo il saccheggio ad opera dei Saraceni, fuggirono per rifugiarsi a Catanzaro. L'erezione della diocesi fu invano avversata dal vescovo Pietro di Squillace: passarono alla neonata diocesi i territori di Taverna, Rocca Falluca, Tiriolo, Sellia e la stessa Catanzaro. Come Squillace, anche Catanzaro, dopo un'iniziale immediata soggezione alla Santa Sede, divenne suffraganea dell'arcidiocesi di Reggio come documentato dal Liber Censuum della Chiesa romana.
Nel 1567 fu ufficialmente istituito il seminario diocesano, che doveva provvedere alla formazione dei sacerdoti, un compito che prima veniva assolto dal collegio dei gesuiti. Tuttavia, la mancanza di fondi impedì il funzionamento regolare del seminario. Il vescovo Orazi impose una tassazione a tutta la diocesi per sopperire alle esigenze del seminario e nel 1594 poté ristabilirlo, ma dopo la sua morte le porte del seminario si richiusero. A metà del XVII secolo si tentò con scarso successo una collaborazione con il collegio dei gesuiti. Nella prima metà del XVIII secolo si fecero nuovi tentativi e per qualche anno vi furono effettivamente corsi scolastici, ma il seminario visse lunghi momenti di chiusura: chiuso nel 1750, fu riaperto tre anni, ma in seguito ancora chiuso per riaprire nel 1769. Nel 1833 il vescovo Matteo Franco provvide il seminario di una sede più ampia.
In seguito ai decreti di riforma del concilio di Trento, anche a Catanzaro iniziarono le visite pastorali alla diocesi, benché non con la frequenza annuale prevista dal concilio, e malgrado in alcuni casi i vescovi delegassero la visita ai vicari foranei. Molti erano gli abusi da combattere, soprattutto quello dei cosiddetti "diaconi selvaggi", ossia laici che godevano di privilegi ecclesiastici ed erano diffusi in tutto il territorio diocesano. Con molto ritardo rispetto ad altre diocesi calabresi, il primo sinodo diocesano fu celebrato durante l'episcopato di Carlo Sgombrino nel 1677; il secondo sinodo si avrà solo nel 1783. Nel 1704 furono approvati e pubblicati il nuovo statuto e le costituzioni del capitolo della cattedrale, che pose fine a decenni di diatribe e contese sui diritti e i doveri dei canonici.
Il devastante terremoto del 1783, oltre a provocare migliaia di morti, ebbe come conseguenza la costituzione, voluta dal re Ferdinando IV, della Cassa Sacra, che «aveva come suo scopo l'incameramento delle proprietà e delle rendite ecclesiastiche calabresi per utilizzarle ai fini della ricostruzione in seguito ai danni del terremoto... Nonostante le buone intenzioni, la Cassa Sacra non ebbe gli effetti sperati, portando a un'ulteriore concentrazione delle proprietà nelle mani dei ricchi e comunque contribuendo solo in parte alle necessità della ricostruzione». Questo ente vide coinvolta in prima persona la diocesi di Catanzaro, poiché il suo vescovo Salvatore Spinelli (1779-1792) fu chiamato a presiedere la giunta della Cassa.
Nel 1912 fu inaugurato a Catanzaro il Pontificio seminario regionale San Pio X, fortemente voluto dal vescovo Pietro di Maria. Nel 1933, durante l'episcopato di Giovanni Fiorentini, si celebrò a Catanzaro il congresso eucaristico regionale.
Il 5 giugno 1927 la diocesi di Catanzaro fu sciolta dai vincoli che la legavano alla metropolia di Reggio Calabria e fu elevata al rango di arcidiocesi, non metropolitana, con la bolla Commissum supremo di papa Pio XI; e il medesimo anno all'arcivescovo Giovanni Fiorentini fu concesso il pallio.

### Le sedi unite
Il 23 dicembre 1927 l'arcivescovo di Catanzaro, Giovanni Fiorentini, fu nominato anche vescovo di Squillace, unendo così in persona episcopi le due diocesi. Ad eccezione degli anni 1950-1956, le due diocesi rimasero unite in persona episcopi fino al 1986.
Il 30 settembre 1986, con il decreto Instantibus votis della Congregazione per i Vescovi, l'arcidiocesi di Catanzaro e la diocesi di Squillace sono state unite con la formula plena unione e la nuova circoscrizione ecclesiastica ha assunto il nome attuale.
Il 18 novembre 1989 l'arcidiocesi di Catanzaro-Squillace ha perso 15 parrocchie, appartenenti quasi tutte all'antica diocesi di Squillace e site in provincia di Reggio Calabria, nei comuni di Stilo, Pazzano, Stignano, Placanica, Riace, Bivongi, Camini, Monasterace, e nelle frazioni Campoli, Focà e Ursini di Caulonia, che furono cedute alla diocesi di Locri-Gerace. Contestualmente si è vista attribuire 5 parrocchie: due dalla medesima diocesi di Locri-Gerace nel comune di Fabrizia; e una ciascuna dall'arcidiocesi di Crotone-Santa Severina (Cuturella, frazione di Cropani), dalla diocesi di Lamezia Terme (Castagna, frazione di Carlopoli) e dall'arcidiocesi di Cosenza-Bisignano (Panettieri).
L'arcivescovo Antonio Cantisani ha istituito i musei diocesani d'arte sacra di Catanzaro (nel 1984) e di Squillace (nel 1997), che oggi costituiscono un unico polo museale distinto in due sedi, collocate nei rispettivi palazzi vescovili.
Con la bolla Maiori Christifidelium di papa Giovanni Paolo II del 30 gennaio 2001 l'arcidiocesi di Catanzaro-Squillace è stata elevata al rango di sede metropolitana, avente come suffraganee, l'arcidiocesi di Crotone-Santa Severina e la diocesi di Lamezia Terme.

## Cronotassi dei vescovi
Si omettono i periodi di sede vacante non superiori ai 2 anni o non storicamente accertati.

### Vescovi di Squillace
- Gaudenzio † (menzionato nel 465)
- Zaccheo † (prima del 551 - dopo il 553)[21]
- Giovanni Lissitanus † (592 - dopo il 603)[22]
- Agostino † (menzionato nel 649)[23]
- Paolo † (menzionato nel 680)[24]
- Demetrio † (prima dell'869 - dopo l'870)
- Teodoro Mesymerio † (prima del 1091[25] - 1096 deceduto)[26]
- Giovanni de Niceforo † (settembre-dicembre 1096[27] - 11 marzo 1098 deceduto)
- Pietro † (1º marzo 1110 - inizio del 1123 nominato arcivescovo di Palermo)[28]
- Donato † (menzionato nel 1132)[29]
- Drogo † (menzionato nel 1140)
- Celsio[30] † (menzionato nel 1145)[31]
- Ugo de Racaneto † (prima del 1196 - dopo il 1198)[32]
- Aimerico † (prima del 1207 - dopo il 1211)[32]
- Anonimo † (menzionato nel 1215)[32]
  - R. † (5 settembre 1217 - ?) (vescovo eletto)[32][33]
- Nicola † (prima di settembre 1218 - dopo febbraio 1222)[32]
- R. † (prima di luglio 1231 - 9 dicembre 1234 nominato arcivescovo di Reggio Calabria)[32]
  - R. (Rainaldo) † (9 dicembre 1234 - dopo settembre 1235) (amministratore apostolico)[32][34]
- Benvenuto † (prima di febbraio 1240 - 6 agosto 1254 deposto)[32][35]
- Tommaso, O.Cist. † (6 ottobre 1254 - dopo maggio 1263)[32]
- Anonimo † (menzionato il 4 settembre 1266)[32]
- Riccardo † (11 ottobre 1266 - 1272[36] deceduto)[32]
  - Sede vacante (1272-1273)[32]
- Filippo † (prima di novembre 1274 - dopo febbraio 1286)[32][37]
- Giordano † (? - 1344 deceduto)
- Nicola de Teramo † (12 dicembre 1345 - 4 settembre 1349 nominato vescovo di Melfi)
- Giovanni de Rocca † (4 settembre 1349 - 1369 deceduto)
- Matteo Scaleato, O.Carm. † (17 dicembre 1369 - ? deceduto)
- Antonio † (menzionato nel 1381)[38]
- Filippo Crispo, O.S.A. † (? - 9 marzo 1392 nominato arcivescovo di Messina)
- Andrea † (26 settembre 1392 - 1402 nominato vescovo di Isernia)
- Roberto de Basilio † (18 agosto 1402 - 13 febbraio 1413 nominato vescovo di Belcastro)
- Leone Calojero † (13 febbraio 1413 - 1417 deceduto)
- Francesco de Arceriis † (26 gennaio 1418 - 1476 deceduto)
- Francesco de Cajeta † (13 marzo 1477 - 1480 deceduto)
- Vincenzo Galeota † (30 gennaio 1482 - 1º dicembre 1520 dimesso)[39]
- Simone de Galeotis † (1º dicembre 1520 succeduto - 1539 deceduto)
- Enrique de Borja y Aragón † (17 dicembre 1539 - 16 settembre 1540 deceduto)
- Enrique de Villalobos Xeres † (5 novembre 1540 - 1554 deceduto)
- Alfonso de Villalobos Xeres † (1554 succeduto - 1568 dimesso)
- Guglielmo Sirleto † (27 febbraio 1568 - 29 maggio 1573 dimesso)
- Marcello Sirleto † (29 maggio 1573 - 1594 deceduto)
- Tommaso Sirleto † (5 settembre 1594 - 1601 deceduto)
- Paolo Isaresi della Mirandola O.P. † (13 agosto 1601 - 1602 deceduto)
- Fabrizio Sirleto † (7 aprile 1603 - 1º aprile 1635 deceduto)
- Lodovico Saffiro † (17 settembre 1635 - novembre 1635 deceduto)
- Giuseppe della Corgna, O.P. † (22 settembre 1636 - 20 marzo 1656 nominato vescovo di Orvieto)
- Rodolfo Dulcino † (12 marzo 1657 - 1664 deceduto)
- Francesco Tirotta o Tilotta[40] † (13 aprile 1665 - 27 gennaio 1676 deceduto)
- Paolo Filocamo † (27 aprile 1676 - 14 settembre 1687 deceduto)
- Alfonso de Aloysio † (31 maggio 1688 - maggio 1694 deceduto)
- Gennaro Crispino † (19 luglio 1694 - settembre 1697 deceduto)
- Fortunato Durante † (20 novembre 1697 - 23 novembre 1714 deceduto)
  - Sede vacante (1714-1718)
- Marcantonio Attaffi † (11 febbraio 1718 - agosto 1733 deceduto)
- Nicola Michele Abati † (28 settembre 1733 - circa 1748 deceduto)
- Francesco Saverio Maria Queraldi † (6 maggio 1748 - 11 novembre 1762 deceduto)
- Diego Genovesi † (21 marzo 1763 - 26 maggio 1778 deceduto)
- Nicola Notaris † (20 luglio 1778 - 8 luglio 1802 deceduto)
  - Sede vacante (1802-1818)
- Nicola Antonio Montiglia † (25 maggio 1818 - 27 settembre 1824 nominato vescovo di Nicotera e Tropea)
- Andrea Maria Rispoli, C.SS.R. † (13 marzo 1826 - 18 settembre 1839 deceduto)
  - Sede vacante (1839-1842)
- Concezio Pasquini, O.F.M. † (22 luglio 1842 - 21 dicembre 1857 nominato vescovo di Ariano)
- Raffaele Antonio Morisciano † (27 settembre 1858 - 1º settembre 1909 deceduto)
- Eugenio Tosi, O.SS.C.A. † (5 aprile 1911 - 22 marzo 1917 nominato vescovo di Andria)
- Giorgio Giovanni Elli † (23 febbraio 1918 - 10 febbraio 1920 deceduto)
- Antonio Melomo † (17 marzo 1922 - 7 febbraio 1927 nominato vescovo di Monopoli)
- Giovanni Fiorentini † (23 dicembre 1927 - 16 giugno 1950 dimesso)
- Armando Fares † (16 giugno 1950 - 31 luglio 1980 ritirato)[41]
- Antonio Cantisani † (31 luglio 1980 - 30 settembre 1986 nominato arcivescovo di Catanzaro-Squillace)

### Vescovi e arcivescovi di Catanzaro
- Norberto † (menzionato nel 1152)[42]
- Roberto I † (menzionato nel 1167)[43]
- Basuino † (prima del 1200 - dopo il 1210 nominato vescovo di Aversa[44])[45]
- Roberto II † (prima del 1217 - dopo il 1222)[45]
- Anonimi † (menzionati nel 1233, 1241 e 1243)[45]
  - Fortunato, O.F.M. † (21 aprile 1251 - dopo aprile 1252 deceduto) (vescovo eletto)[45]
- Giacomo I † (21 agosto 1252 - circa 1266 dimesso)[45]
  - Sede vacante (circa 1266 - 1274)[45][46]
- Gabriele † (prima di dicembre 1274 - dopo luglio 1280)[45]
- Roberto III †
- Giacomo II † (18 dicembre 1299 - ? deceduto)
- Venuto da Nicastro, O.F.M. † (1305 - circa 1342 deceduto)
- Pietro Salamia, O.P. † (27 ottobre 1343 - 1368 deceduto)
- Nicola Andrea † (18 febbraio 1368 - 1369 deceduto)
- Alfonso o Arnulfo † (27 aprile 1369 - 1398 deceduto)
- Tommaso † (6 dicembre 1398 - 1421 deceduto)
- Pietro Amuloya † (7 aprile 1421 - 1435 deceduto)
- Antonio dal Cirò, O.F.M. † (26 ottobre 1435 - 1439 deceduto)
- Nicola Palmerio, O.E.S.A. † (21 dicembre 1440 - 1448 dimesso)
- Riccardo † (5 giugno 1448 - 1450 deceduto)
- Palamide, C.R.S.A. † (23 gennaio 1450 - 1467 deceduto)
- Giovanni Geraldini d'Amelia † (24 marzo 1467 - 1488 deceduto)
- Stefano de Gotifredis † (9 gennaio 1489 - 1505 deceduto)
- Evangelista Tornefranza † (27 aprile 1509 - 1523 deceduto)
- Antonio De Paola † (24 luglio 1523 - 1529 dimesso)
- Girolamo De Paola † (9 maggio 1530 - 1530 deceduto)
- Angelo Geraldini † (6 marzo 1532 - 15 maggio 1536 dimesso)
  - Alessandro Cesarini † (15 maggio 1536 - 18 agosto 1536 dimesso) (amministratore apostolico)
- Sforza Geraldini d'Amelia † (18 agosto 1536 - 28 febbraio 1550 deceduto)
- Ascanio Geronimo Geraldini d'Amelia † (19 marzo 1550 - 1569 deceduto)
- Angelo Oraboni, O.F.M.Obs. † (12 aprile 1570 - 17 marzo 1572 nominato arcivescovo di Trani)
- Ottavio Moriconi † (4 luglio 1572 - 1582 deceduto)
- Nicolò Orazi † (31 gennaio 1582 - 11 luglio 1607 deceduto)
- Giuseppe Piscuglio, O.F.M.Conv. † (17 settembre 1607 - 1618 deceduto)
- Fabrizio Caracciolo Pisquizi † (7 gennaio 1619 - 1629 dimesso)
- Luca Castellini, O.P. † (19 novembre 1629 - gennaio 1631 deceduto)
  - Sede vacante (1631-1633)
- Consalvo Caputo † (8 agosto 1633 - 19 novembre 1645 deceduto)
- Fabio Olivadisi † (16 luglio 1646 - 10 novembre 1656 deceduto)
- Filippo Visconti, O.E.S.A. † (23 aprile 1657 - 1664 deceduto)
- Agazio di Somma † (28 aprile 1664 - 1º ottobre 1671 deceduto)
- Carlo Sgombrino † (8 febbraio 1672 - ottobre 1686 deceduto)
- Francesco Gori † (7 luglio 1687 - 4 ottobre 1706 nominato vescovo di Sessa Aurunca)
- Giovanni Matteo Vitelloni † (11 aprile 1707 - luglio 1710 deceduto)
  - Sede vacante (1710-1714)
- Emanuele Spinelli d'Acquaro, C.R. † (17 settembre 1714 - settembre 1727 deceduto)
- Domenico Rosso, O.S.B.Coel. † (1º ottobre 1727 - 26 settembre 1735 nominato vescovo di Melfi e Rapolla)
- Giovanni Romano † (26 settembre 1735 - 6 gennaio 1736 deceduto)
- Ottavio da Pozzo † (9 luglio 1736 - 6 gennaio 1751 deceduto)
- Fabio Troyli † (1º febbraio 1751 - 1º agosto 1762 deceduto)
- Antonio De Cumis † (24 gennaio 1763 - 3 settembre 1778 deceduto)
- Salvatore Spinelli, O.S.B. † (12 luglio 1779 - 26 marzo 1792 nominato vescovo di Lecce)
- Giambattista Marchese † (26 marzo 1792 - 22 dicembre 1802 deceduto)
  - Sede vacante (1802-1805)
- Giovanni Francesco d'Alessandria † (26 giugno 1805 - 15 gennaio 1818 deceduto)
- Michele Basilio Clary, O.S.B.I. † (25 maggio 1818 - 17 novembre 1823 nominato arcivescovo di Bari)
- Emanuele Bellorado, O.P. † (24 maggio 1824 - 28 gennaio 1828 nominato arcivescovo di Reggio Calabria)
- Matteo Franco † (18 maggio 1829 - 27 agosto 1851 deceduto)
- Raffaele de Franco † (18 marzo 1852 - 23 agosto 1883 deceduto)
- Bernardo Antonio De Riso, O.S.B. † (23 agosto 1883 succeduto - 28 maggio 1900 deceduto)
- Luigi Finoja † (2 giugno 1900 - 6 dicembre 1906 dimesso[47])
- Pietro di Maria † (6 dicembre 1906 - 11 giugno 1918 nominato delegato apostolico in Canada[48])
- Giovanni Fiorentini † (25 settembre 1919 - 20 gennaio 1956 deceduto)
- Armando Fares † (20 gennaio 1956 succeduto - 1980 ritirato)
- Antonio Cantisani † (31 luglio 1980 - 30 settembre 1986 nominato arcivescovo di Catanzaro-Squillace)

### Arcivescovi di Catanzaro-Squillace
- Antonio Cantisani † (30 settembre 1986 - 31 gennaio 2003 ritirato)
- Antonio Ciliberti † (31 gennaio 2003 - 25 marzo 2011 ritirato)
- Vincenzo Bertolone, S.d.P. (25 marzo 2011 - 15 settembre 2021 dimesso)[49]
- Claudio Maniago, dal 29 novembre 2021

## Statistiche
L'arcidiocesi nel 2023 su una popolazione di 242.550 persone contava 241.560 battezzati, corrispondenti al 99,6% del totale.
| anno                               | popolazione | popolazione | popolazione | presbiteri | presbiteri | presbiteri | presbiteri                | diaconi | religiosi | religiosi | parrocchie |
| anno                               | battezzati  | totale      | %           | numero     | secolari   | regolari   | battezzati per presbitero | diaconi | uomini    | donne     | parrocchie |
| ---------------------------------- | ----------- | ----------- | ----------- | ---------- | ---------- | ---------- | ------------------------- | ------- | --------- | --------- | ---------- |
| diocesi di Squillace               |             |             |             |            |            |            |                           |         |           |           |            |
| 1950                               | 124.330     | 124.452     | 99,9        | 146        | 122        | 24         | 851                       |         | 32        | 64        | 61         |
| 1970                               | 133.804     | 134.031     | 99,8        | 142        | 93         | 49         | 942                       |         | 59        | 156       | 65         |
| 1980                               | 118.500     | 122.500     | 96,7        | 128        | 83         | 45         | 925                       |         | 55        | 150       | 69         |
| arcidiocesi di Catanzaro           |             |             |             |            |            |            |                           |         |           |           |            |
| 1950                               | 95.750      | 95.956      | 99,8        | 77         | 62         | 15         | 1.243                     |         | 21        | 130       | 46         |
| 1959                               | 110.500     | 111.500     | 99,1        | 85         | 64         | 21         | 1.300                     |         | 175       | 97        | 46         |
| 1969                               | 139.476     | 139.755     | 99,8        | 93         | 66         | 27         | 1.499                     |         | 34        | 201       | 45         |
| 1980                               | 135.700     | 139.300     | 97,4        | 110        | 73         | 37         | 1.233                     |         | 43        | 204       | 56         |
| arcidiocesi di Catanzaro-Squillace |             |             |             |            |            |            |                           |         |           |           |            |
| 1990                               | 270.000     | 274.500     | 98,4        | 186        | 125        | 61         | 1.451                     | 5       | 122       | 255       | 128        |
| 1999                               | 244.557     | 248.067     | 98,6        | 182        | 124        | 58         | 1.343                     | 16      | 86        | 205       | 120        |
| 2000                               | 242.246     | 246.426     | 98,3        | 178        | 126        | 52         | 1.360                     | 19      | 77        | 205       | 121        |
| 2001                               | 245.313     | 249.426     | 98,4        | 195        | 135        | 60         | 1.258                     | 19      | 85        | 205       | 121        |
| 2002                               | 245.326     | 249.426     | 98,4        | 191        | 139        | 52         | 1.284                     | 19      | 78        | 193       | 122        |
| 2003                               | 245.326     | 249.426     | 98,4        | 192        | 140        | 52         | 1.277                     | 19      | 77        | 208       | 122        |
| 2004                               | 245.326     | 249.426     | 98,4        | 191        | 136        | 55         | 1.284                     | 18      | 82        | 196       | 122        |
| 2006                               | 199.000     | 237.000     | 84,0        | 193        | 139        | 54         | 1.031                     | 19      | 77        | 179       | 122        |
| 2013                               | 250.900     | 255.807     | 98,1        | 171        | 140        | 31         | 1.467                     | 25      | 48        | 150       | 136        |
| 2016                               | 235.000     | 258.000     | 91,1        | 202        | 164        | 38         | 1.163                     | 26      | 57        | 122       | 136        |
| 2019                               | 247.817     | 248.817     | 99,6        | 132        | 131        | 1          | 1.877                     | 25      | 24        | 122       | 123        |
| 2021                               | 245.160     | 246.160     | 99,6        | 130        | 129        | 1          | 1.885                     | 25      | 24        | 100       | 123        |
| 2023                               | 241.560     | 242.550     | 99,6        | 190        | 147        | 43         | 1.271                     | 22      | 71        | 66        | 122        |

### Per Catanzaro
- (LA) Ferdinando Ughelli, Italia sacra, vol. IX, seconda edizione, Venezia, 1721,  coll. 355-380.
- (LA) Paul Fridolin Kehr, Italia Pontificia, X, Berolini, 1975,  pp. 76-84 (archiviato dall'url originale il 6 marzo 2016).
- (DE) Norbert Kamp, Prosopographische Grundlegung: Bistümer und Bischöfe des Königreichs 1194 - 1266, collana Kirche und Monarchie im staufischen Königreich Sizilien, vol. 2, Apulien und Kalabrien, München, 1975,  pp. 949-954.
- Domenico Taccone-Gallucci, Regesti dei Romani Pontefici per le Chiese della Calabria, Roma, 1902,  pp. 406-408.
- Vincenzio D'Avino, Catanzaro, in Cenni storici sulle Chiese arcivescovili, vescovili, e prelatizie (nullius) del regno delle due Sicilie, Napoli, 1848,  pp. 183-185.
- Gaetano Moroni, v. Catanzaro, in Dizionario di erudizione storico-ecclesiastica, vol. X, Venezia, 1841,  p. 241.
- Giuseppe Cappelletti, Le Chiese d'Italia della loro origine sino ai nostri giorni, vol. XXI, Venezia, 1870,  pp. 181-186.
- Luigi De Siena, I Geraldini e la Calabria (DOC), in Rivista Storica Calabrese, 1987.
- (LA) Pius Bonifacius Gams, Series episcoporum Ecclesiae Catholicae, Graz, 1957,  p. 874.
- (LA)  Konrad Eubel, Hierarchia Catholica Medii Aevi, vol. 1, pp. 174–175; vol. 2, p. 121; vol. 3, p. 158; vol. 4, p. 141; vol. 5, pp. 149–150; vol. 6, p. 155.

### Per Squillace
- (LA) Ferdinando Ughelli, Italia sacra, vol. IX, seconda edizione, Venezia, 1721,  coll. 422-448.
- Francesco Lanzoni, Le diocesi d'Italia dalle origini al principio del secolo VII (an. 604), vol. I, Faenza, 1927,  pp. 340-341.
- (LA) Paul Fridolin Kehr, Italia Pontificia, X, Berolini, 1975,  pp. 55-75 (archiviato dall'url originale il 6 marzo 2016).
- (DE) Norbert Kamp, Prosopographische Grundlegung: Bistümer und Bischöfe des Königreichs 1194 - 1266, collana Kirche und Monarchie im staufischen Königreich Sizilien, vol. 2, Apulien und Kalabrien, München, 1975,  pp. 984-995.
- Domenico Taccone-Gallucci, Regesti dei Romani Pontefici per le Chiese della Calabria, Roma, 1902,  pp. 418-421.
- Vincenzio D'Avino, Squillace, in Cenni storici sulle Chiese arcivescovili, vescovili, e prelatizie (nullius) del regno delle due Sicilie, Napoli, 1848,  pp. 652-656.
- Gaetano Moroni, v. Squillace, in Dizionario di erudizione storico-ecclesiastica, vol. LXIX, Venezia, 1854,  pp. 167-171.
- Giuseppe Cappelletti, Le Chiese d'Italia della loro origine sino ai nostri giorni, vol. XXI, Venezia, 1870,  pp. 227-236.
- (LA) Pius Bonifacius Gams, Series episcoporum Ecclesiae Catholicae, Graz, 1957,  p. 927.
- (LA)  Konrad Eubel, Hierarchia Catholica Medii Aevi, vol. 1, pp. 461–462; vol. 2, p. 241; vol. 3, p. 303; vol. 4, p. 321; vol. 5, pp. 362–363; vol. 6, p. 386.